# Ernst Abbe

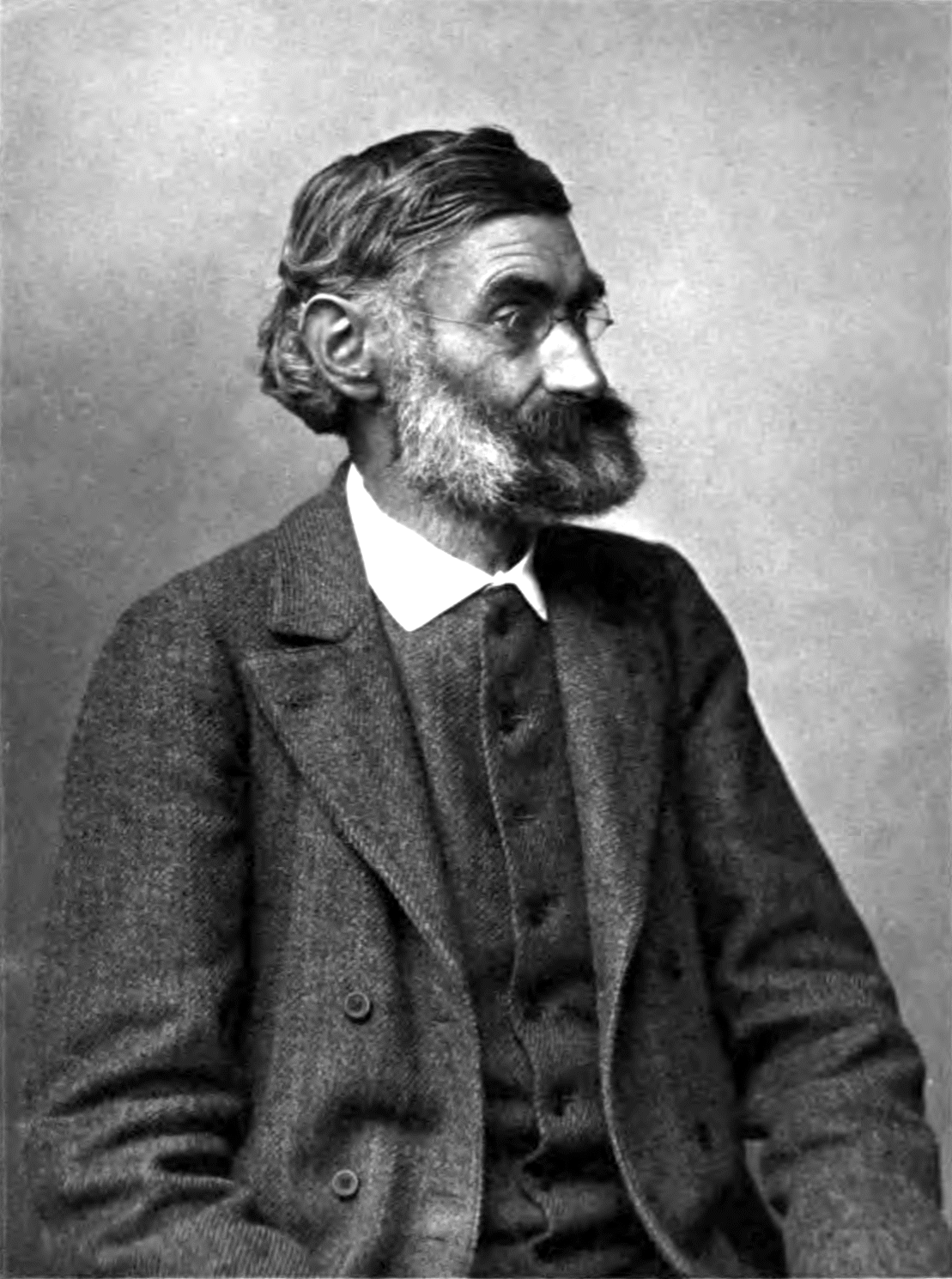
Ernst Abbe
(Heliogravüre nach Emil Tesch)

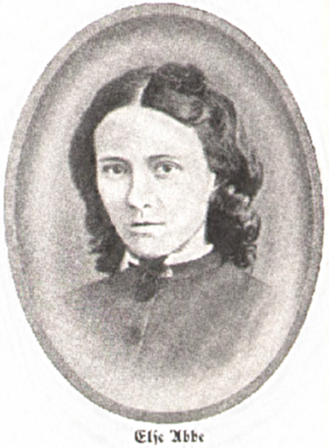
Else Abbe

Ernst Karl Abbe [ˈabə] (* 23. Januar 1840 in Eisenach, Sachsen-Weimar-Eisenach; † 14. Januar 1905 in Jena, Sachsen-Weimar-Eisenach; auch Ernst Carl Abbe) war ein deutscher Physiker, Statistiker, Optiker, Industrieller und Sozialreformer. Er schuf zusammen mit Carl Zeiß und Otto Schott die Grundlagen der modernen Optik und entwickelte viele optische Instrumente. Seit 1899 war er Alleininhaber der Firma Carl Zeiss und war maßgeblich an der Gründung des Unternehmens Jenaer Glaswerk Schott & Gen (heute Schott AG) beteiligt.

## Leben
Ernst Abbe wuchs in Eisenach in einfachen Verhältnissen auf. Sein Vater Georg Adam Abbe war Vorarbeiter in einer Spinnerei. Nach der Volksschulzeit von 1846 bis 1850 konnte er dank der privaten Unterstützung durch den Arbeitgeber seines Vaters (Julius von Eichel-Streiber) die Realschule erster Ordnung – das spätere Realgymnasium – in Eisenach besuchen, das seit 1922 Ernst-Abbe-Gymnasium heißt. Er schloss das Realgymnasium 1857 mit dem „Zeugnis der Reife“ und überwiegend guten Noten ab.
Seine damals schon erkennbare naturwissenschaftliche Begabung, verbunden mit einem starken Willen, veranlassten seinen Vater, ihm trotz bescheidener finanzieller Möglichkeiten ein Studium der Mathematik, Physik, Astronomie und Philosophie in Jena (1857–1859) und in Göttingen (1859–1861) zu ermöglichen, wobei Ernst Abbe selber einen Teil seines Lebensunterhalts als Privatlehrer verdiente. Hinzu kam, dass die Arbeitgeberfamilie seines Vaters ihn auch in den Jahren 1858 und 1859 während seines Studiums unterstützte. Zu seinen akademischen Lehrern gehörten der Mathematiker Bernhard Riemann und der Physiker Wilhelm Eduard Weber. Seine Promotion in Göttingen erfolgte am 23. März 1861 bei Wilhelm Weber mit dem Thema Erfahrungsmäßige Begründung des Satzes von der Aequivalenz zwischen Wärme und mechanischer Arbeit. In Göttingen schloss Abbe mit dem Mathematiker Harald Schütz einen Freundschaftsbund, die „Firma“ genannt, der ein Leben lang hielt. Beide verband das Interesse an Philosophie. Gemeinsam studierten sie u. a. Immanuel Kant und Arthur Schopenhauer.
Nach der Promotion wurde Abbe Assistent an der Sternwarte Göttingen, bevor er eine kurze Tätigkeit (1861–1862) beim Physikalischen Verein in Frankfurt am Main annahm und sich bald darauf – am 8. August 1863 – in Jena mit dem Thema Gesetzmäßigkeit in der Vertheilung der Fehler bei Beobachtungsreihen habilitierte. Anschließend lehrte er dort als Privatdozent Mathematische Physik. 1870 wurde Abbe zum außerordentlichen Professor ernannt (seit 1891 von Lehrverpflichtungen wieder entbunden). 1873 wurde er zum Mitglied der Gelehrtenakademie Leopoldina gewählt. Direktor der Sternwarte Jena wurde Abbe 1878. 1889 wurde er zum korrespondierenden Mitglied der Bayerischen Akademie der Wissenschaften gewählt. Seit 1896 war er korrespondierendes Mitglied der Preußischen Akademie der Wissenschaften. Außerdem war er Mitglied der Königlich Sächsischen Gesellschaft der Wissenschaften und der Astronomischen Gesellschaft.
Ernst Abbe heiratete 1871 in Jena Elisabeth (Else) Snell (* 24. September 1844; † 1. Februar 1924), die Tochter des Mathematikers und Physikers Karl Snell, eines Lehrers Abbes, und dessen Ehefrau Pauline Volland. Aus dieser Ehe gingen zwei Töchter hervor:
- Margarete (1872–1945) ⚭ 1894 Otto Unrein (1862–1922)
- Paula (1874) ⚭ 1895 Theodor Wette (1864–1918)

Das Grab von Abbe und seiner Frau befindet sich auf dem Nordfriedhof von Jena.

## Wirken

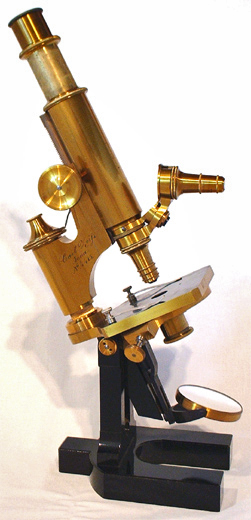
Großes Mikroskop von Carl Zeiss (1879) mit Optiken nach den Berechnungen von Ernst Abbe

Seinem beruflichen Leben gab 1866 das Angebot des Universitätsmechanikers Carl Zeiss eine entscheidende Wende: Abbe, der besonderes Interesse an der Entwicklung und Verbesserung wissenschaftlicher Instrumente hatte, sollte dessen Mikroskopfertigung auf ein sicheres wissenschaftliches Fundament stellen. Die vertrauensvolle Zusammenarbeit zwischen Abbe und Zeiss war auch durch einen anfänglichen Rückschlag nicht zu erschüttern: Das erste nach Abbes Rechnungen gebaute Mikroskop wies einen Leistungsabfall gegenüber den Produkten der älteren Fertigung auf. Dieser Sachverhalt forderte den Physiker Ernst Abbe heraus und führte zu seiner Theorie der Bildentstehung im Mikroskop sowie zu einer Berechnung des maximal erreichbaren mikroskopischen Auflösungsvermögens (siehe unten). Diese Erkenntnis wurde von Zeiss als so wichtig angesehen, dass er sich entschloss, Abbe am 22. Juli 1876 (gültig ab 15. Mai 1875) als Teilhaber in die Firma aufzunehmen. Die internationale Anerkennung kam am 1. Mai 1878 durch die Ehrenmitgliedschaft in der Royal Microscopical Society in London.
Eine wichtige Voraussetzung für die gleichmäßig gute Qualität der optischen Instrumente und ihre ständige Verbesserung lag in der Beherrschung der Herstellung der verschiedenen Glassorten mit reproduzierbaren Eigenschaften und besonders auch in der Entwicklung neuer Optischer Gläser. Hier konnte Abbe auf Dauer Otto Schott aus Witten an der Ruhr gewinnen, eine Fabrikationsstätte in Jena zu errichten. An ihr waren Carl Zeiss zusammen mit seinem Sohn Roderich und Ernst Abbe beteiligt („Glastechnisches Laboratorium Schott & Genossen“, 1884; später umbenannt in „Jenaer Glaswerke Schott & Gen.“, heute Schott AG). Die preußische Regierung gewährte eine finanzielle Unterstützung.
Bereits während des Studiums bearbeitete Ernst Abbe erfolgreich eine öffentlich ausgeschriebene Preisaufgabe aus der Thermodynamik (Jena 1858) und von einer weiteren gelösten Preisaufgabe aus der Mechanik berichtet sein erster Biograph Felix Auerbach. Diese Erfolge machten ihn bereits damals in Universitätskreisen bekannt. Seine eigentliche Publikationstätigkeit setzte mit der Dissertation Erfahrungsmäßige Begründung des Satzes von der Äquivalenz zwischen Wärme und mechanischer Arbeit (Göttingen 1861) ein, daran schloss sich ein Vorschlag zu einer veränderten Einrichtung der Meridian-Instrumente (1862) an, der aus der kurzen Tätigkeit für die Göttinger Universitätssternwarte hervorging, sodann die Habilitationsschrift Über die Gesetzmäßigkeit in der Verteilung der Fehler bei Beobachtungsreihen (Jena 1863). Wegen seiner auf die praktische Anwendung ausgerichteten Arbeit für Carl Zeiss blieben die meisten Beiträge zu den Prinzipien der optischen Abbildung und der zugehörigen Instrumente entweder Torso – wie die Abhandlung „Über die Bestimmung der Lichtstärke optischer Instrumente etc.“ (1871) – oder ungeschrieben – wie die grundlegende Theorie des Mikroskops, von der nur kurze Andeutungen in entlegenen Zeitschriften zustande kamen (1873). Daher lassen sich viele Ergebnisse des Forschers Abbe, anders als bei seinen Kollegen, nur ungenau datieren. Abbes Beiträge zur Optik umfassen

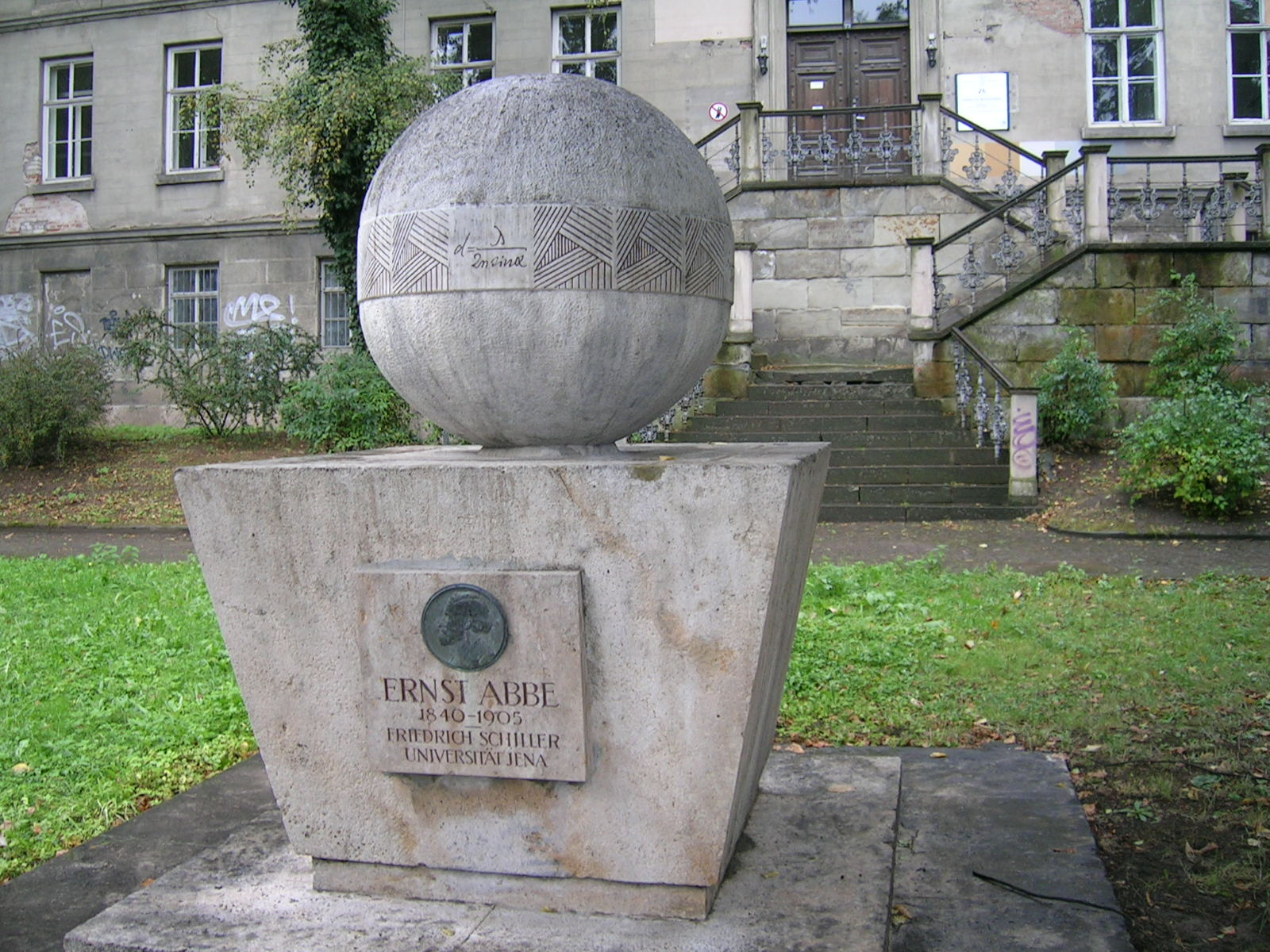
Ernst-Abbe-Denkmal in Jena mit der Auflösungsformel im oberen Bereich, errichtet 1977

- die in der Optikrechnung anwendbare, verfeinerte Theorie der Bildfehler (die praktisch über das Seidelsche Eikonal hinausgeht);
- die Abbesche Sinusbedingung der Abbildung;
- die Auflösungsgrenze nach Abbe eines Mikroskops zu {\displaystyle d={\frac {\lambda }{2n\sin \alpha }}} [8]. Hierbei ist d der Strichabstand eines beleuchteten optischen Gitters, {\displaystyle \lambda } die Lichtwellenlänge, n der Brechungsindex des Mediums zwischen dem Gegenstand und dem Objektiv (das kann Luft, aber auch eine Flüssigkeit sein) und {\displaystyle \alpha } der halbe Öffnungswinkel des Objektivs (ca. 1870 gefunden, 1873 veröffentlicht). Im Gegensatz zu Helmholtz geht Abbe nicht von selbstleuchtenden Objekten, sondern von kohärent beleuchteten Objekten aus. Dabei können nach Abbe Strukturen noch aufgelöst werden, wenn im Mikroskop vom Beugungsbild der Struktur außer der 0. Ordnung (Hauptmaximum) noch das erste Nebenmaximum zur Bildentstehung beiträgt. Für selbstleuchtende Objekte ergibt sich ein anderer mathematischer Zusammenhang (siehe Auflösung (Mikroskopie)).
- die Theorie der Auflösungsgrenze (1873 publiziert);
- die Lehre von der Bildentstehung im Mikroskop unter Berücksichtigung der Beugung des Lichtes (Vorlesung 1887/88);
- die Untersuchung von Lage und Größe der Blenden.

An entscheidenden Fortschritten in der Mikroskoptechnik seien neben der Verbesserung der „alten“ Objektive vor allem die Schaffung „homogener Immersionssysteme“ (1878) sowie die Steigerung der Bildfeinheit durch die nach Abbes Rechnungen hergestellten „Apochromate“ (1886) erwähnt, die durch die Verwendung von Flussspat als optisches Material sowie durch gezielte glastechnische Forschung in Zusammenarbeit mit Schott ermöglicht wurden. Von den vielen ihm zugeschriebenen neuen optischen Apparaten sind der Abbesche Kondensor (Beleuchtungsapparat für Mikroskope, 1869) und das Abbesche Refraktometer (seit 1869) von besonderer Bedeutung.

## Abbes sozialpolitisches Wirken und die Gründung der Carl-Zeiss-Stiftung
Die Stellung als Miteigentümer der Firma Carl Zeiss machte Abbe nicht nur wohlhabend. Sie schärfte zugleich seinen Blick für das damals zwischen Arbeitgeber und Arbeitnehmer herrschende Ungleichgewicht, zumal er selbst in seiner Jugend dieses Verhältnis hautnah erlebt hatte. Nach dem Tode des 24 Jahre älteren Carl Zeiss (am 3. Dezember 1888) nahm der Gedanke einer Stiftung feste Formen an, wobei zahlreiche Verhandlungen mit dem großherzoglichen Staatsministerium in Weimar und der Universitätsstadt Jena vorausgegangen waren. Die Urkunde der Carl-Zeiss-Stiftung trägt das Datum vom 19. Mai 1889. Die Stiftung (als juristische Person) sollte zunächst mit bestimmten Auflagen im Todesfall von Ernst Abbe dessen alleinige Erbin sein. Im Dezember 1889 konnte Abbe erreichen, dass der Sohn des Firmengründers (Roderich Zeiss) aus der Geschäftsführung des Betriebes ausschied und nur stiller Teilhaber blieb. Am 17. und 18. Mai 1891 erfolgte dann der endgültige Schritt. Nach Abfindung von Roderich Zeiss gingen alle Besitzanteile an der Firma Carl Zeiss und diejenigen Anteile, die Abbe und Zeiss an der Firma Schott & Gen. besaßen, auf die Stiftung über. Abbe wurde zusammen mit Siegfried Czapski und Otto Schott mit der Geschäftsleitung betraut.
Die endgültige Festlegung des Stiftungsstatuts und dessen Veröffentlichung für die Belegschaft kam erst am 26. August 1896 zustande.
Abbes soziales und politisches Engagement in seinen letzten aktiven Lebensjahren (1894–1903) war beträchtlich. Er stiftete die Jenaer Lesehalle und das Volkshaus als Orte parteipolitischen wie intellektuell-literarischen Lebens und setzte sich mit Wort und Tat für eine höhere Bildung und Ausbildung des Arbeiterstandes ein. Abbes praktisch-politisches Engagements fand Niederschlag in seinen sozialpolitischen Schriften, enthalten in den gesammelten Abhandlungen. Die von ihm eingeleiteten Maßnahmen und Vorschläge beruhten stets auf einer akribischen Analyse der tatsächlich gegebenen Zustände, sei es, dass es um die Einführung des Achtstundentages in der Firma Carl Zeiss oder um die Rechtmäßigkeit des Versammlungsverbotes im Großherzogtum Weimar ging. Obwohl Abbe Mitglied der Freisinnigen Volkspartei war, setzte er sich für die Sozialdemokraten ein.
1890 gründete er mit politischen Freunden das Jenaer Volksblatt. Dieses sollte das Monopol der konservativen Jenaischen Zeitung brechen und Informationen aller politischen Richtungen verpflichtet sein. Das Blatt erschien im Verlag Bernhard Vopelius bis 1941 mit dem Untertitel „Gegründet von Professor Ernst Abbe“.

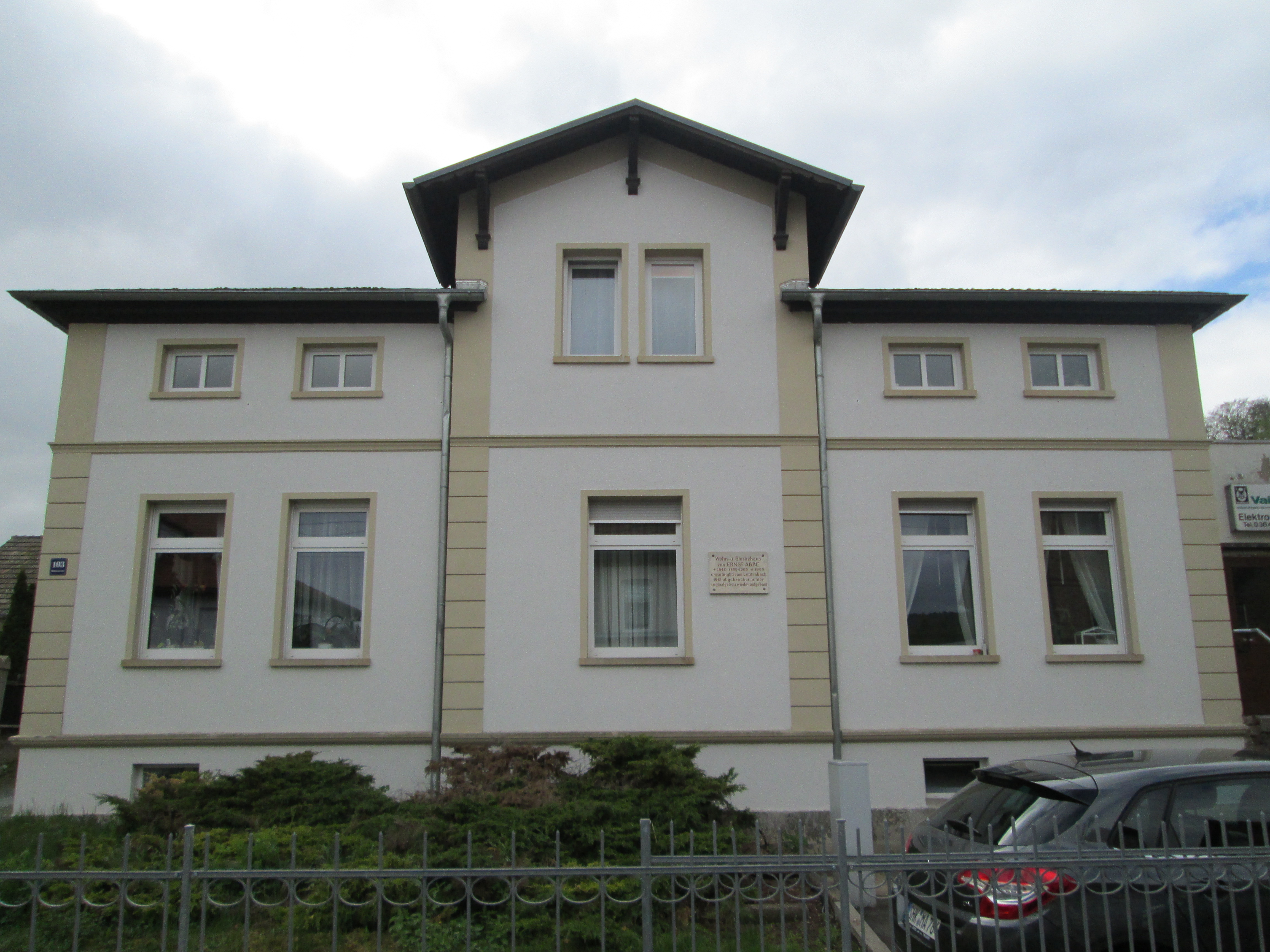
Wohn- und Sterbehaus von Ernst Abbe in Jena

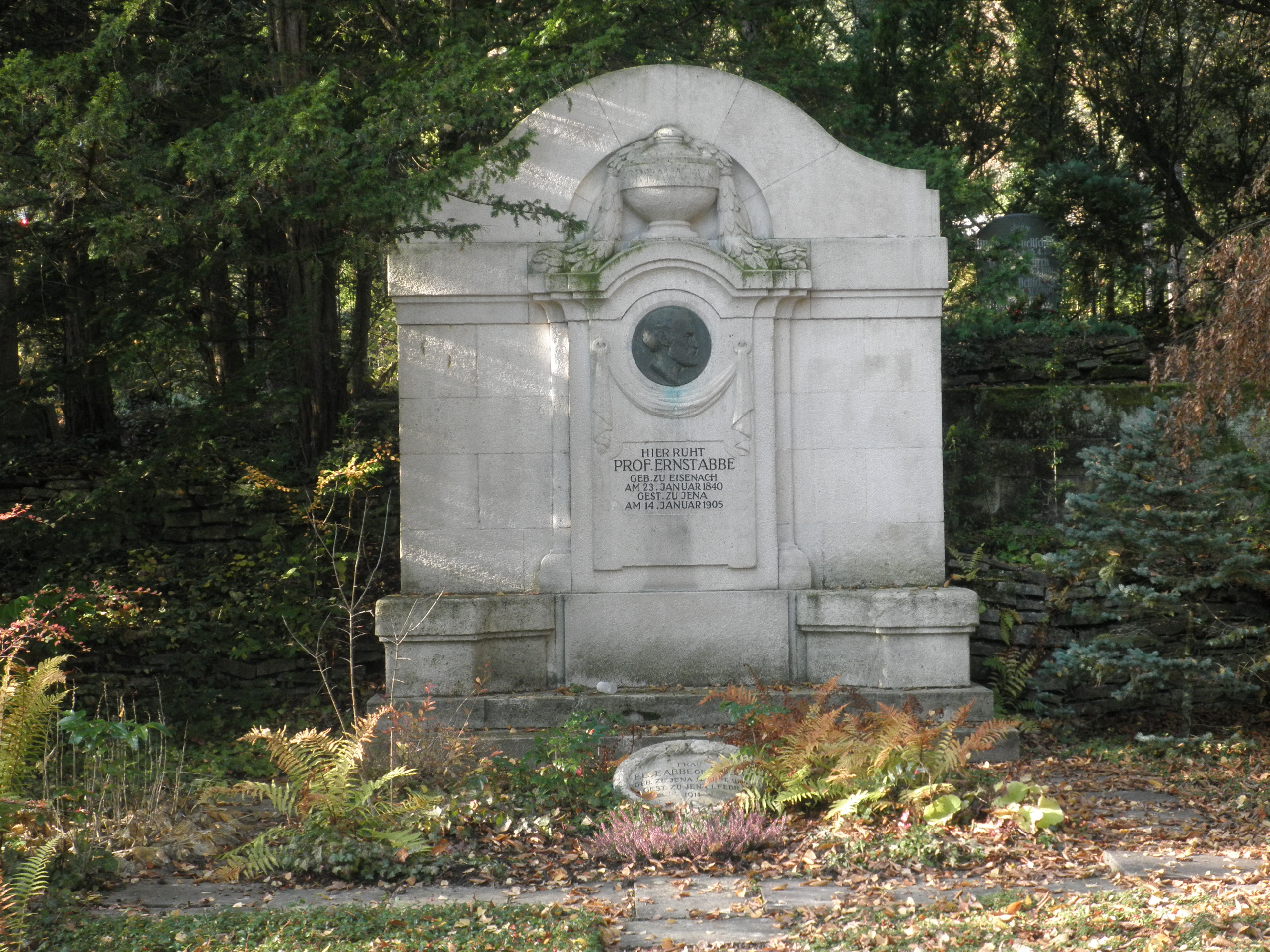
Grabmal von Ernst Abbe auf Nordfriedhof (Jena)

Am 24. September 1903 erhielt die Belegschaft Mitteilung vom Rücktritt Abbes von der Geschäftsleitung. Sie ehrte ihn in ungewöhnlicher Weise Anfang Oktober mit einem Fackelzug durch Jenas Straßen. Hierüber berichtete das Berliner Tageblatt am 3. Oktober 1903 und zitierte am Schluss den Titel des gesungenen Liedes: „Wie könnt’ ich Dein vergessen“. Nach dem Ausscheiden aus der Geschäftsleitung verschlechterte sich Abbes Gesundheitszustand zusehends. Er starb am 14. Januar 1905 in Jena, dessen Bevölkerung überwältigenden Anteil an den Trauerfeierlichkeiten für ihn nahm. Das Berliner Tageblatt vom 18. Januar 1905 widmete ihm einen umfangreichen Nachruf auf der Titelseite. In der Gedenksitzung der Deutschen Physikalischen Gesellschaft am 3. März 1905 sagte Siegfried Czapski, sein langjähriger Mitarbeiter und Nachfolger als Bevollmächtigter der Stiftung in der Geschäftsleitung, unter anderem: „Dieser Mann, der sich politisch als ein Radikaler, ein Oppositionsmann der Regierung zeigte, war einer der wärmsten Patrioten, deren Deutschland sich rühmen konnte, freilich nicht ein Patriot der großen Worte, sondern ein Patriot der Tat, …“ – Er fuhr später fort: „Einer der Hauptantriebe von Ernst Abbe lag in folgender Überlegung: die fortschreitende Ausbreitung der Industrie und damit des in ihr beschäftigten Personenkreises ist unaufhaltsam – also muss beizeiten dafür gesorgt werden, dass diese Personen vollwertige Mitglieder des Bürgertums bleiben oder werden und nicht etwa auf eine Stufe zum Helotentum, zur Halbsklaverei versinken‘.“
Abbe ist auf dem Jenaer Nordfriedhof neben seiner Frau begraben. Das Jugendstilgrabmal ist mit einem Portraitmedaillon geschmückt, das von Adolf von Hildebrand angefertigt wurde.
Die Verpflichtung der Stiftung gegenüber der Belegschaft schuf einen Arbeitsfrieden, der in den sozialpolitisch bewegten Jahren des deutschen Kaiserreiches wohl einmalig war. Freilich drang die genauere Kenntnis über die Stiftung in der Zeit vor dem Ersten Weltkrieg kaum über Jena und einschlägige Fachkreise hinaus, während die optischen Produkte der Firma Carl Zeiss weltweit Maßstäbe setzten. Das Stiftungsstatut wurde mehrmals geändert. Zuletzt wurde 2004 ein vollständig überarbeitetes Statut veröffentlicht. (Siehe dazu Carl-Zeiss-Stiftung)

## Auszeichnungen, Ehrungen

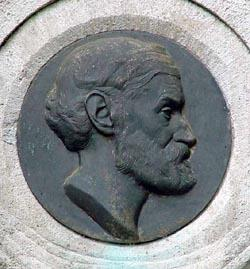
Ernst Abbe, Relief auf seinem Grabstein

„Wir Mikroskopiker fühlen uns aber vor allem Ernst Abbe verpflichtet, dessen rastlosen Bemühungen die jetzige Vollkommenheit unserer Instrumente hauptsächlich zu danken ist.“

Die tiefgreifende Wirkung Abbes auf den Gebieten Gerätebau und Optik führte dazu, dass sein Name mit verschiedenen Begriffen aus diesem Arbeitsfeld verbunden wurde. Am bekanntesten ist die Abbesche Zahl. Aber auch die Abbesche Invariante, die Abbesche Sinusbedingung, das Abbe-Refraktometer, das Abbesche Komparatorprinzip oder das Abbe-Verfahren tragen seinen Namen.
Die Ernst-Abbe-Fachhochschule Jena wurde nach ihm benannt. Ihm zu Ehren heißt ein Lehrgebäude für Mathematik und Physik in Jena Abbeanum. Auch ein Platz, eine Straße, die Stadtbibliothek und das Fußballstadion in Jena und Straßen in vielen anderen deutschen Städten sind nach ihm benannt. 

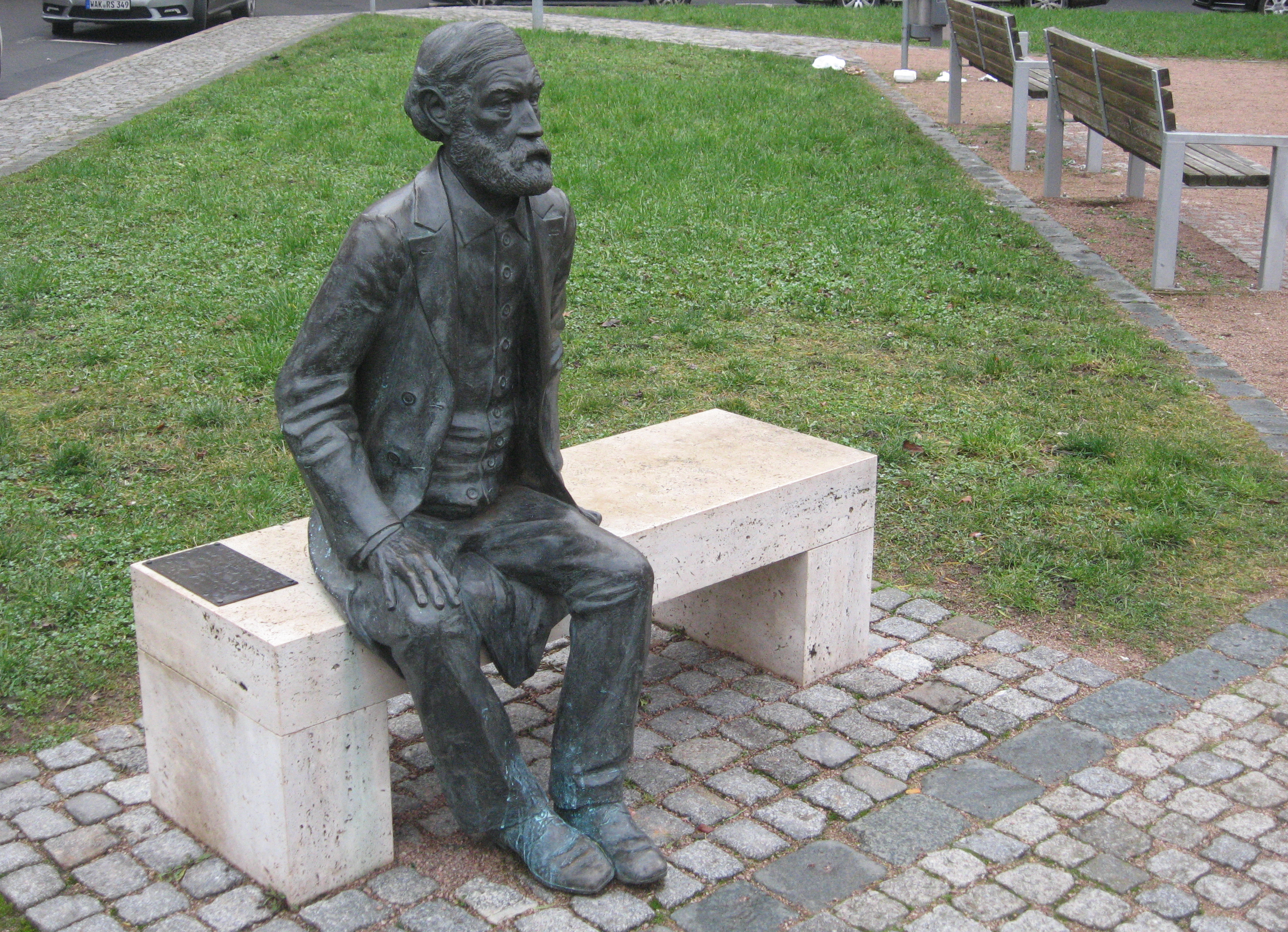
Ernst-Abbe-Denkmal in Eisenach auf dem Theaterplatz

In Eisenach gibt es seit 2015 auf dem Theaterplatz die bronzene, auf einer Bank sitzende Porträtfigur des Ernst Abbe, geschaffen vom Künstler Klaus-Dieter Locke aus Bad Berka.
Ernst-Abbe-Gymnasien gibt es in Jena, Eisenach, Oberkochen und Berlin-Neukölln sowie eine Ernst-Abbe-Grundschule in Kaufungen. Die Ernst-Abbe-Schule (Sehbehindertenschule) in Stuttgart-Zuffenhausen wurde 1991 ebenfalls nach ihm benannt. An der Technischen Universität Ilmenau gibt es seit einiger Zeit das Ernst-Abbe-Zentrum für Forschung und Transfer, ein Forschungs- und Lehrgebäude, in dem unter anderem das Universitätssprachenzentrum und das Institut für digitale Medientechnologie zu finden sind.
Abbes Werk kann im Optischen Museum in Jena besichtigt werden. Auf dem Carl-Zeiß-Platz in Jena befindet sich das Ernst-Abbe-Denkmal.
Abbe wurde 1956 auf der Sondermarke 110 Jahre Carl Zeiss-Werke Jena der Deutschen Post der DDR abgebildet.

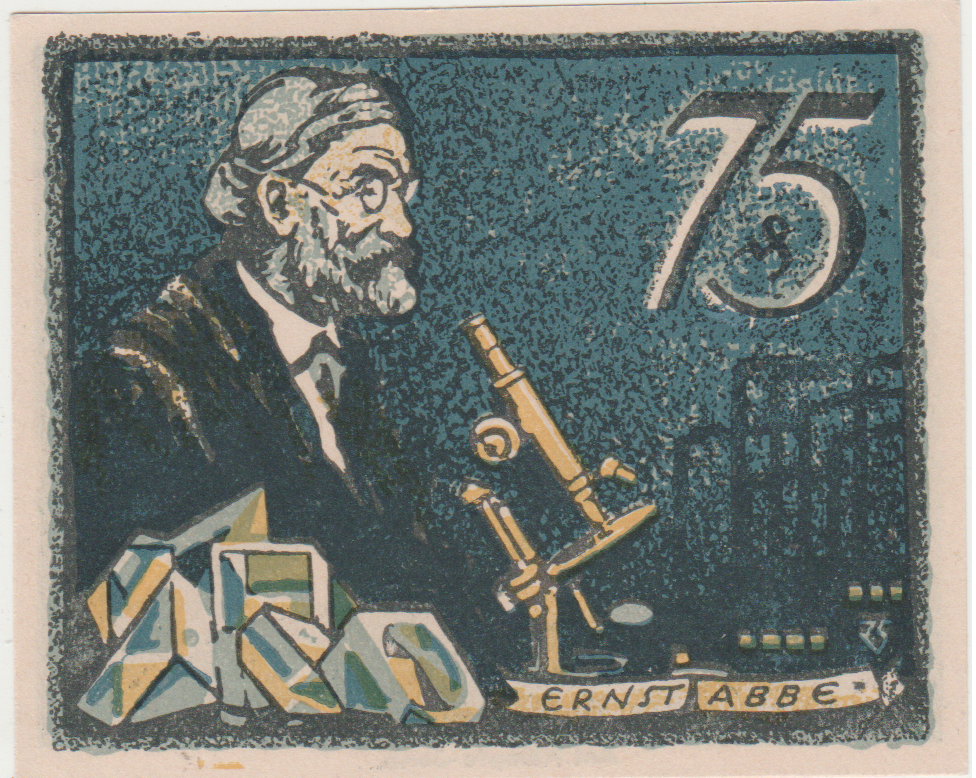
Ernst Abbe auf einem Notgeldschein aus Jena, von 1921.

1968 wurde sein Name auf einer Briefmarke der Deutschen Bundespost mit dem Motiv 100 Jahre wissenschaftlicher Mikroskopbau erwähnt.
1992 wurde die Ernst-Abbe-Stiftung gegründet, die das nichtindustrielle Vermögen der vormaligen Jenaer Carl-Zeiss-Stiftung übernahm.
Der Asteroid (5224) Abbe sowie der Mondkrater Abbe wurden nach ihm benannt.
Bereits seit 1950 gibt es im Hamburger Stadtteil Ottensen die Abbestraße. 2018 wurde in Langel (Köln-Merkenich) die Ernst-Abbe-Straße nach ihm benannt.
Auch in 10587 Berlin gibt es eine Abbestraße. Abbestraßen und Ernst-Abbe-Straßen gibt es auch in zahlreichen anderen Städten.

## Schriften
- Gesammelte Abhandlungen. G. Fischer, Jena 1904–1940;
  - Band 1: Abhandlungen über die Theorie des Mikroskops. 1904;
  - Band 2: Wissenschaftliche Abhandlungen aus verschiedenen Gebieten, Patentschriften, Gedächtnisreden. 1906;
  - Band 3: Sozialpolitische Schriften. 1906;
  - Band 4: Unveröffentlichte Schriften wissenschaftlich-technischen Inhalts. Hälfte 1: Die Entstehung des Glaswerks von Schott & Gen. Nach gleichzeitigen Schriftstücken aus amtlichem und persönlichem Besitz zwischen dem März 1882 und dem Januar 1885. 1928;
  - Band 5: Werden und Wesen der Carl-Zeiß-Stiftung an der Hand von Briefen und Dokumenten aus der Gründungszeit. 1940.
- Der Briefwechsel zwischen Otto Schott und Ernst Abbe über das optische Glas. 1879–1881 (= Veröffentlichungen der Thüringischen Historischen Kommission. Band 2, ZDB-ID 999738-6). Bearbeitet von Herbert Kühnert. G. Fischer, Jena 1946.
- Briefe an seine Jugend- und Studienfreunde Carl Martin und Harald Schütz. 1858–1865. Herausgeben und bearbeitet von Volker Wahl und Joachim Wittig unter Mitwirkung von Bolko Schweinitz und Annette Vogt. Akademie-Verlag, Berlin 1986, ISBN 3-05-000040-6.

## Filme
- Ernst Abbe und das Mikroskop. Meilensteine der Naturwissenschaft und Technik. Dokumentarfilm, Deutschland, 2007, 14:36 Min., Buch und Regie: Thomas Gonschior, Produktion: inter/aktion, Telepool, SWR, WDR, Reihe: Meilensteine der Naturwissenschaft und Technik, Folge 103, Inhaltsangabe von Planet Schule, online-Video.
- Made in Germany – Ein Leben für Zeiss. Spielfilm, BR Deutschland, 1957, 100 Min., Buch: Felix Lützkendorf, Richard Riedel, Regie: Wolfgang Schleif. Made in Germany: Ein Leben für Zeiss bei IMDb.